# سیارک ۷۳۰

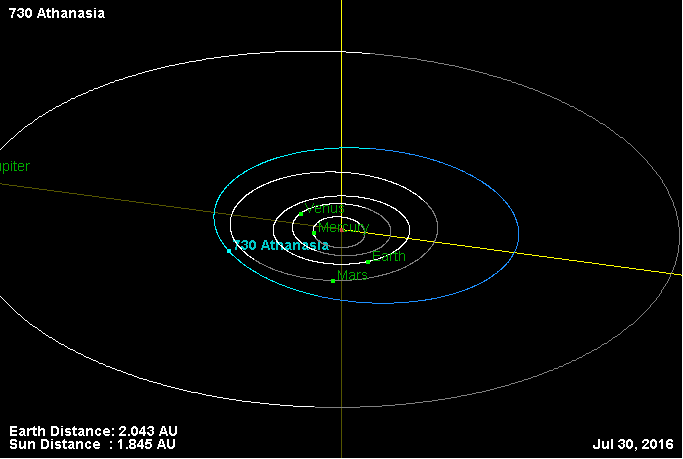
سیارک ۷۳۰

سیارک ۷۳۰ (به انگلیسی: 730 Athanasia، نامگذاری:1912OK) هفتصد و سیمین سیارک کشف شده‌است که در ۱۰ آوریل ۱۹۱۲ و در وین کشف شد.
قدر مطلق سیارک برابر ۱۴٫۰۰ است.